# Pseudodatames memorabilis
Pseudodatames memorabilis är en insektsart som beskrevs av Ludwig Redtenbacher 1906. Pseudodatames memorabilis ingår i släktet Pseudodatames och familjen Bacillidae. Inga underarter finns listade i Catalogue of Life.